# Consigliere di Stato effettivo della Federazione Russa di 1ª classe
Il consigliere di Stato effettivo della Federazione Russa di 1ª classe (in russo действительный государственный советник Российской Федерации 1 класса?) è il più alto grado di servizio civile della Federazione Russa.

## Panoramica
Il grado di consigliere di Stato effettivo della Federazione Russa di 1ª classe è stato introdotto per la prima volta con l'emanazione della legge federale del 31 luglio 1995 n. 119-FZ "Sui fondamenti del servizio pubblico della Federazione Russa" (come classe di qualificazione) ed è stato mantenuto con promulgazione della legge federale del 27 luglio 2004 n. 79-FZ "Sul servizio civile statale della Federazione Russa" (come grado del servizio civile statale).
Il grado è assegnato dal Presidente della Federazione Russa. Questo grado è un gradino sopra il grado di consigliere di Stato effettivo della Federazione Russa di 2ª classe.
Secondo la Tabella approvata con decreto del Presidente della Federazione Russa 1º febbraio 2005 n.113, il grado di consigliere di Stato effettivo della Federazione Russa di 1ª classe è pari al grado militare di Generale d'armata/Ammiraglio della flotta.

## Elenchi di persone
| Periodo   | Numero di persone                 |
| --------- | --------------------------------- |
| 1995–1999 | 174                               |
| 2000–2004 | 143                               |
| 2005–2009 | 96                                |
| 2010–2014 | 145                               |
| 2015–2019 | 88                                |
| 2020–2024 | 78 (a partire dal 4 gennaio 2023) |